# Индоокеанская песчаная акула
Индоокеанская песчаная акула, или голубая песчаная акула (лат. Carcharias tricuspidatus) — хрящевая рыба рода тигровых песчаных акул семейства песчаных акул отряда ламнообразных. Крупная рыба, достигающая длины 3,5 м,  которая встречается в Индийском и западной части Тихого океана между 26° с. ш. и 9° с. ш.

## Таксономия
Впервые вид описан в 1878 году. Вероятно, является синонимом обыкновенной песчаной акулы. Голотип не назначен.

## Ареал и среда обитания
Эти демерсальные рыбы обитают в тропических прибрежных и литоральных водах Индии, Пакистана, вероятно, Индонезии, Австралии, Индокитая, Филиппин и северной части Китая.  

## Описание
У этих акул цилиндрическое тело, слегка заострённое рыло, длинный рот и маленькие глаза. Максимальная зарегистрированная длина 3,7 м, средний размер около 2,8 м. 

## Биология
Вид размножается яйцеживорождением, эмбрионы питаются как желтком, так и неоплодотворёнными яйцами, вырабатываемыми организмом матери (оофагия). Рацион взрослых рыб состоит из костистых рыб и небольших акул. 

## Взаимодействие с человеком
Не представляет опасности для человека. Международный союз охраны природы не оценил статус сохранности вида.